# Agriphila latistria
Agriphila latistria là một loài bướm đêm thuộc họ Crambidae. Loài này có ở châu Âu, but originates từ khu vực xung quanh Địa Trung Hải.
Sải cánh dài 22–27 mm. Con trưởng thành bay từ tháng 7 đến tháng 9 tùy theo địa điểm.
Ấu trùng ăn các loài nhiều loại cỏ, especially Bromus.

## Hình ảnh

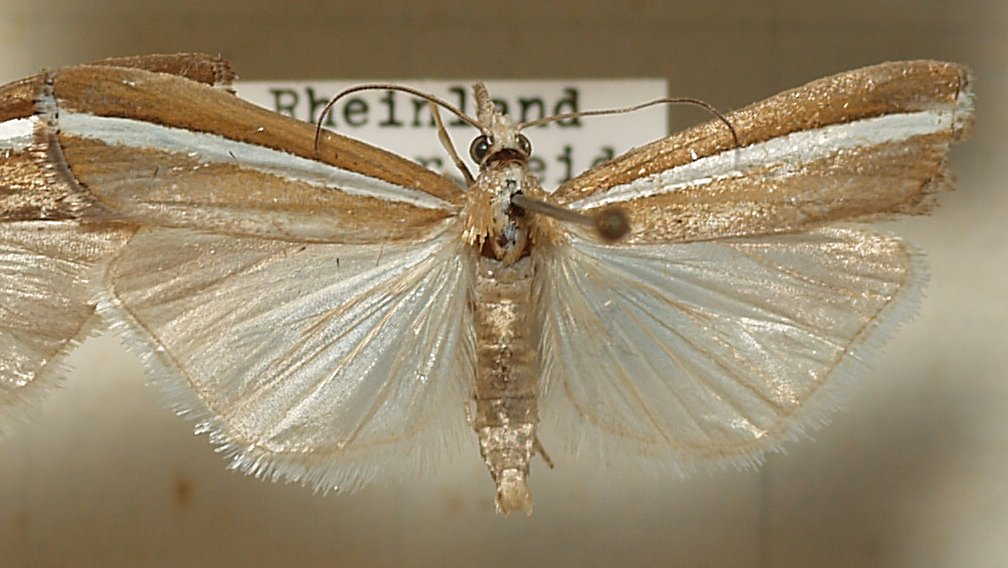